# 2024년 하계 올림픽 개막식

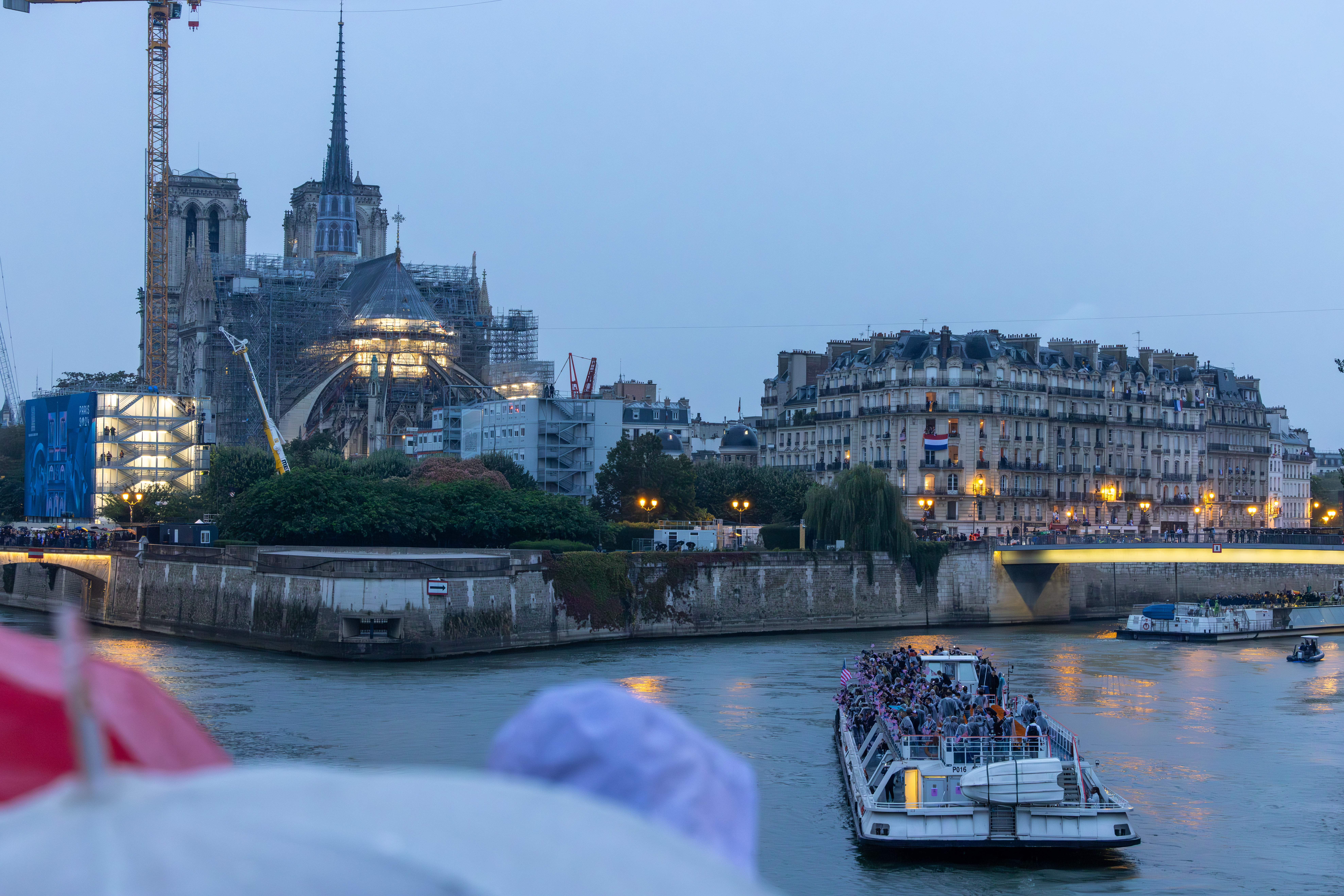

2024년 하계 올림픽 개막식은 현지 시각 2024년 7월 26일 오후 7시 30분 (한국 시각 새벽 2시 30분) 프랑스 파리 센강 일대와 에펠탑 너머 트로카데로 정원의 가설무대에서 진행되었다.
이번 개막식은 올림픽 헌장에 규정된 대로 개최국과 도시의 문화를 보여주는 예술 프로그램, 참가국 선수단 퍼레이드, 올림픽 성화 점화 행사 등이 포함되었다. 개막 선언은 프랑스 대통령 에마뉘엘 마크롱이, 성화 최종 점화는 테디 리네르와 마리조제 페레크가 공동으로 맡았다.

## 배경
올림픽 유치 전에 나설 당시 개폐막식이 치러지는 주경기장으로 스타드 드 프랑스를 선정하였으며, 이후로도 관례에 따라 주경기장에서 개막식이 치러질 것으로 전망되었다.
그러나 2021년 12월 13일 파리올림픽 조직위원회는 개막식을 센강에서 개최할 것이라고 처음으로 밝혔다. 파리 동부 오스테를리츠교에서 이에나교까지 약 6km 구간을 따라 개막식을 진행하다 에펠탑을 마주보는 트로카데로 광장에 올림픽 성화대를 설치하여 최종행사를 진행한다는 구상이다. 센강변에는 약 30만 명의 관람객을 수용할 수 있도록 임시 좌석을 설치하는 방안을 고려중에 있다고 조직위 측은 밝혔다.
올림픽 개막식이 특정 경기장에서 거행되지 않은 근대 올림픽 창설 이래 처음이며, 도시의 긴 지역을 무대로 삼는 만큼 개막식 관람객 규모 면에서도 역대 최대 규모가 될 것으로 전망되었다.

## 준비

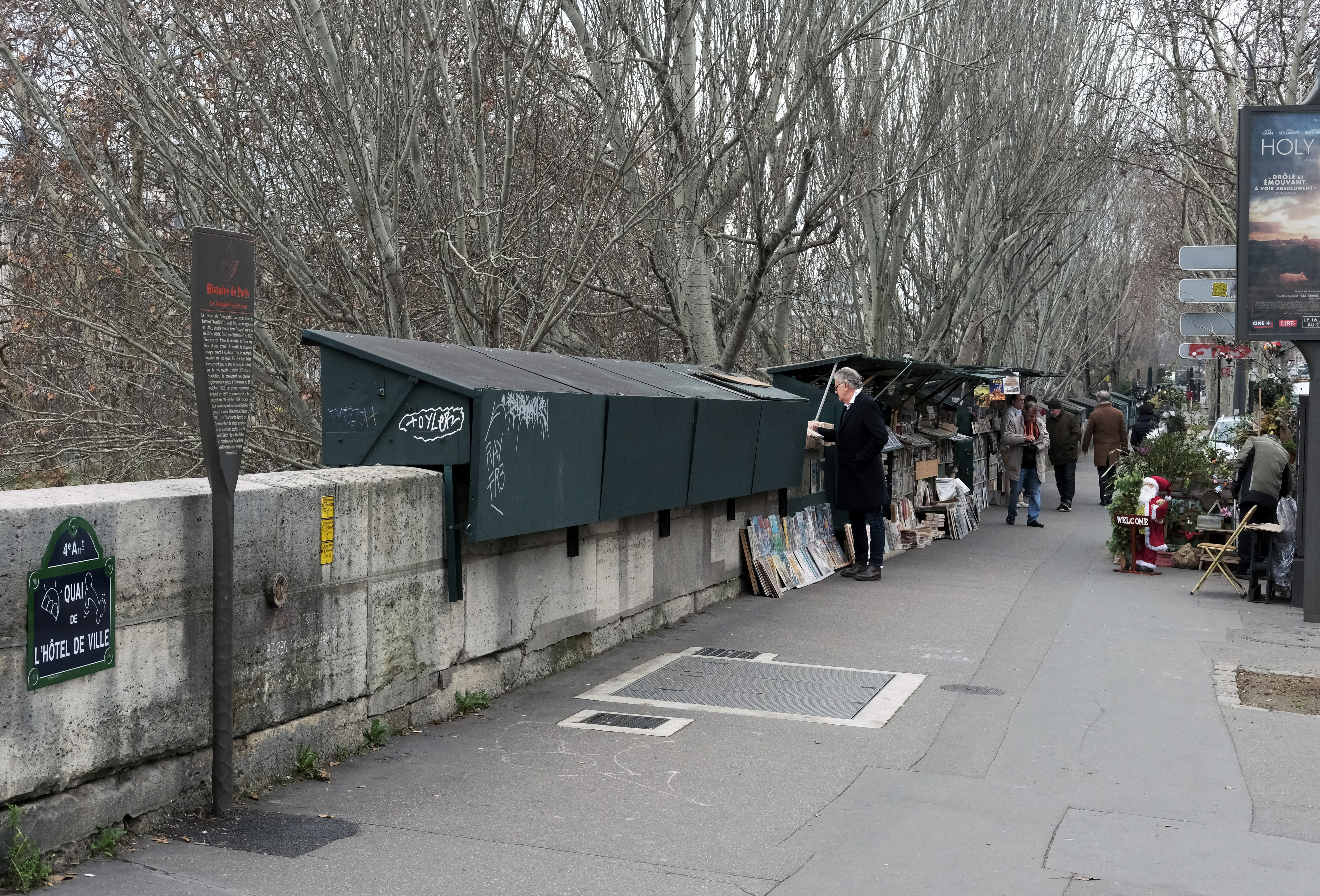
오텔드빌 강변도로에 설치된 부키니스트 (서점)의 모습. 개막식이 거행되는 동안 임시로 폐업될 예정이다.

2022년 9월 파리올림픽 조직위원회는 올림픽, 패럴림픽 개폐막식 예술감독에 토마스 졸리를 임명하였다.
2023년 7월 17일 파리 시내 오스테를레츠교와 이에나교 사이 구간의 센강 변에서 약 40척의 보트를 동원한 리허설이 처음 진행되었다. 본 대회에서는 170척의 보트 (선수용 91척, 예비용 25척 포함)가 동원될 예정이다. 개막식 진행 도중 보트가 고장나는 상황을 가정하여 선박을 예인하는 리허설도 함께 진행되었다.
2024년 5월 8일 마르세유에 올림픽 성화가 처음 도착한 가운데, 올림픽 조직위는 개폐막식 음악감독 겸 올림픽 공식 테마곡의 작곡가로 빅토르 르 만 (Victor Le Masne)가 임명되었다고 밝혔다. 2024년 7월 24일 올림픽, 패럴림픽 개폐막식 의상감독에 도피네 뷔르키가 임명된 것으로 밝혀졌다. 무대안무가 겸 무용감독에는 모드 르 플라데크 (Maud Le Pladec)가 임명되었다.
프랑스 국내에서는 파리 경찰청을 중심으로 개막식이 도시의 공개된 구역에서 진행된다면 보안 문제가 우려되므로 철회해야 한다는 목소리가 많았으나, 프랑스 대통령실의 전폭적인 지지로 보안을 강화하는 쪽에 초점이 맞춰졌다. 이 과정에서 2023년 7월 파리 경찰청은 센강변에 위치한 유서깊은 부키니스트 (중고서점상) 부스 570여곳 (전체 서점의 59%)를 올림픽 기간 중에 철거해야 한다고 발표하였다. 중고서점상 사이에서는 파리시에서 복원을 보장하더라도 부스 자체가 손상될 위험이 있다는 점에서 비판의 목소리를 높였다. 결국 2024년 2월 프랑스 대통령실은 부키니스트 철거를 포기하고 행사 수용인원을 줄이는 방안으로 입장을 선회하였다.

## 진행

### 센강의 퍼레이드
이번 대회는 선수단 입장과 공연 행사가 별다른 구분 없이 조금씩 동시에 이루어졌다. 각 참가국 선수단은 보트를 타고 에펠탑을 마주보는 트로카데로 정원까지 센강을 따라 나아가는 방식을 취했다. 약 10,500명의 선수가 160척의 보트에 나눠탔으며, 그 경로는 파리의 수많은 아름다운 건축물을 만날 수 있는 최적의 경로로 설정되었다.

개막식 행사는 현지시각 오후 7시 30분 오스테를리츠교에서 선수단이 출발하면서 시작되었다. 퍼레이드의 총 소요시간은 3시간 30분으로 추산되었으며, 이는 오스테를리츠교 인근 플랑트 정원에서 대기중인 마지막 선수단이 보트에 탑승하여 경로를 통과한다는 가정하에 계산된 시간이다. 6km 경로를 따라 8개가 넘는 파리의 교량을 건너게 되며, 앞서 언급한 오스테를리츠교에서 시테섬과 생루이교 사이를 지나 이에나교까지 이르렀다.
| 1.8km           | 3.1km         | 3.7km         | 4.3km             | 4.9km     | 5km      | 6km    |
|                 |               |               |                   |           |          |        |
| 노트르담 대성당 | 루브르 박물관 | 오르세 미술관 | 룩소르 오벨리스크 | 그랑 팔레 | 앵발리드 | 에펠탑 |

### 공연 행사
개막식 프로그램은 '환영', '공시성', '자유', '박애', '스포츠맨십' 등 총 12개의 키워드로 나뉘어 구성되었다.
프랑스 코미디언 자멜 드부즈가 올림픽 성화를 들고 스타드 드 프랑스를 찾았다가 개막식이 스타디움에서 진행되지 않는다는 사실을 깨닫는 사전녹화 영상으로 시작된다. 당황해하는 데부즈의 앞에 축구선수 지네딘 지단이 나타나 성화를 넘겨받고 파리 시내를 가로질러 어디론가 달려간다. 이후 파리 메트로로 내려갔다가 정전되어 열차가 멈추어 버린다. 지단에게서 성화봉을 다시 넘겨받은 세 명의 아이들은 파리 카타콤으로 향한다. 그곳에서 아이들은 프랑스 게임 어쌔신 크리드 시리즈의 주인공을 닮은, 두건을 뒤집어쓰고서 보트에 탄 미지의 성화 주자와 함께  센강에 모습을 드러내고, 오스테를리츠 다리에 프랑스 국기의 삼색 연기가 피어오른다.
제1부 '환영' (Enchanté)에서는 센강변의 한켠에서 프랑스계 가수 레이디 가가가 등장, 프랑스 가수 지지 장메르의 노래 《Mon truc en plume》 (깃털로 만든 내 것)을 커버한다. 이어 분홍빛 옷차림을 한 물랑루즈 댄서들도 캉캉 춤을 선보였다.
제2부 '하나 된 파리' (Synchronicité)에서는 화재 사건으로 파괴되어 복원이 한창인 노트르담 대성당에서 인부 옷차림을 한 무용수들이 비계를 건너뛰며 안무를 선보인다. 앞서 두건을 쓴 성화 주자는 파리 거리의 옥상에서 파쿠르를 선보이며 성화 봉송을 이어가는 가운데, 파리 조폐국에서 루이비통의 장인들이 올림픽 메달을 만들고 전용가방에 담아 운송하고, 센강변에서는 '파리 시민들이 추는 춤'이라는 이름으로 파리 소방대, 파리 국립 음악원 등의 다양한 예술가들이 춤을 췄다. 마지막으로 성당 종소리가 울리는 가운데 빅토르 위고의 소설 《노트르담의 꼽추》의 주인공 콰지모도가 성당 십자가에 메달린 모습이 연출되었다.
제3부 '자유' (Liberté)에서는 콩시에르주리로 시선을 옮겨, 무대 위의 배우들이 명화 《민중을 이끄는 자유의 여신》 구도를 취하며 뮤지컬 《레 미제라블》의 주제가인 〈Do You Hear the People Sing?〉을 불렀다. 곧이어 참수된 자기 목을 든 마리 앙투아네트 분장의 배우가 콩시에르주리 창가에서 프랑스 혁명 당시 불렸던 민중가 〈아! 잘 될 거야〉 (Ah! ça ira)를 외친 뒤, 프랑스 데스메탈 그룹 고지라와 가수 마리나 비오티가 오페라 카르멘의 아리아 〈사랑은 반항하는 새와 같아서〉를 불렀다. 그라트시엘 극단의 서커스 배우들이 파리 시내에서 실시간으로 장대에 매달려 곡예를 펼치는 사이, 프랑스 국립도서관에 들어온 남자 아티스트들이 프랑스 문학의 고전소설과 현대소설을 꺼내보다, 말미에 LGBT를 암시하며 자유로운 사랑을 즐기는 내용의 영상이 펼쳐졌다.
제4부 '평등' (Égalité)에서는 프랑스 학술원 건물 앞 퐁데자르에서 프랑스 공화국 친위대가 《For me formidable》를 공연하며 행진한다. 그 반대편에서 프랑스 가수 아야 나카무라가 등장해 히트곡 《Pookie》를 부른 뒤, 친위대와 어울려 또다른 곡 《Djadja》를 공연했다.
제5부 '우애' (Fraternité)에서는 카미유 생상스의 《죽음의 무도》가 흐르는 가운데, 루브르 박물관 속으로 들어간 미지의 성화주자가 수많은 명화들을 보다가 《모나리자》를 비롯한 그림 속의 인물들이 자리를 비우고 창문 밖으로 개막식 행사를 보고 있는 영상이 펼쳐졌다. 이후 피아니스트 알렉상드르 캉토로가 폭우 속에서 그랜드 피아노로 모리스 라벨의 〈물의 장난〉을 연주했다.
오르세 미술관으로 무대를 옮겨간 성화주자는 영화의 창시자 뤼미에르 형제의 《열차의 도착》과 공상영화 선구자 조르주 멜리에스의 《달세계 여행》을 재생하고, 열기구에 올라타 공상영화와 생텍쥐페리의 《어린 왕자》의 행성, 국제우주정거장을 지나쳐 간다. 그 직후 센강 밑의 잠수함에 숨어 있던 미니언즈 (프랑스 감독 피에르 코팽의 애니메이션 캐릭터)들이 올림픽 운동경기를 즐기는 동시에, 모나리자를 훔쳐간 범인임을 밝히는 애니메이션이 재생된다. 이어서 알렉상드르 3세 다리를 지나친 다음 그랑 팔레 옥상에서 소프라노 가수 악셀 생시렐가 프랑스 국가 《라 마르세예즈》를 부르는 가운데 개최국 프랑스의 국기가 게양된다.
제6부 '여성연대' (Sororité)에서는 프랑스 역사에 이름을 남긴 여성 위인 10인의 황금상이 센강둑을 따라 설치된 받침대마다 떠오르는 연출이 실시간으로 펼쳐진다. 차례대로 시민운동가 올랭프 드 구주, 조정 선수 알리스 밀리아, 낙태 합법화를 주도한 운동가 지젤 알리미, 흑인 작가 폴레트 나달, 식물학자이자 여성으로서 최초로 지구 일주를 한 잔 바레, 여류 작가 크리스틴 드 피장, 무정부주의자 루이즈 미셸, 여성 최초의 영화 감독 알리스 기, 유럽 의회 의장 시몬 베유, 철학자 시몬 드 보부아르 등이 소개되었다.
제7부 '스포츠맨십' (Sportivité)에서는 선수단 소개가 이어지는 가운데 프랑스식 정원 패턴이 그려진 보트 위에서 가수 장 필립 라모가 바로크 시대 아리아 〈Viens, Hymen〉을 부르고, 이후 프랑스 래퍼 림케이가 〈King〉을 공연한다.
제8부 '축제' (Festivité)에서는 드비이 육교에 레드카펫을 깔고 패션쇼를 선보이면서 프랑스 패션에 찬사를 표하는 동시에 '다양성과 통합'을 내세우는 여러 배우들이 최후의 만찬 구도로 연기를 선보인다. 두건을 쓴 성화봉송자가 드비이 육교를 건너자, 이번 대회 서핑이 개최되는 타히티 테아후포오를 실시간으로 연결해 선수들을 보여준다. 이 시점에서 개최국 프랑스의 선수단을 비추며 선수단 소개가 끝난다.
유로댄스 장르의 유명곡 《The Final Countdown》이 흐르는 가운데 유럽기가 에펠탑과 바지선에 펼쳐지며 유럽의 통합을 기린다. 이후 〈Freed from Desire〉, 〈Stereo Love〉, 〈Sandstorm〉, 〈Désenchantée〉, 〈J'adore〉 등의 공연과 안무가 이어지다, 프랑스 가수 필리프 카트린이 푸른빛 나체의 디오니소스로 등장해 인류의 폭력이 얼마나 부조리한지를 풍자한 노래를 부른다.
제9부 '어둠' (Obscurité)에서는 연달아 음악 공연이 이어지다 가수 쥘리에트 아르마네가 뗏목을 타고 등장해 존 레넌의 〈Imagine〉을 부르고, 피아니스트 소피안 파마르가 불타는 피아노 연주를 함께 선보인다.

### 공식 행사
제10부 '결속' (Solidarité)에서는 오륜기를 두른 철갑옷 차림의 여성 연기자가 금속 말을 타고 센강 위를 길게 질주한다. 이 과정에서 역대 올림픽의 다양한 사진과 영상의 콜라주가 중간중간에 재생, 근대 올림픽의 창시자 피에르 드 쿠베르탱과 올림픽의 역사를 기린다. 각국 선수단이 이에나교에 도달하여 에펠탑 밑 가설무대에 자리잡은 가운데, 철갑옷 기수는 이번에는 실제 말을 타고 무대로 올라 오륜기를 전달한다. 라디오 프랑스 합창단과 프랑스 국립 관현악단이 올림픽 찬가를 부르는 가운데 오륜기가 게양된다.
제11부 '엄숙' (Solennité)에서는 2016년 하계 올림픽 개막식부터 제정된 올림픽 월계수상의 수상자 발표로 시작, 유엔난민고등판무관의 소개로 이탈리아 외교관 필리포 그란디에게 수여된다. 이어 오륜이 내걸린 에펠탑을 배경으로 토니 에스탕게 파리올림픽 패럴림픽 조직위원장과 토마스 바흐 IOC 위원장이 프랑스어와 영어로 연설한다. 그 직후 에마뉘엘 마크롱 프랑스 대통령이 대회 개막을 선언하였다.
프랑스 선수단 기수 멜리나 로베르미숑과 유도 코치 플로랑 마노두, 레슬링 심판이 올림픽 선서에 나섰다. 그 직후 두건을 쓴 성화봉송자가 지네딘 지단에게 성화를 다시 건네주고, 지단은 프랑스 오픈 14회 우승자이자 올림픽 2회 우승에 빛나는 스페인 테니스선수 라파엘 나달에게 성화를 전달한다. 에펠탑이 화려한 광선으로 빛나는 가운데, 피에르 드 쿠베르탱이 디자인한 오륜기 원안을 비춘다.
라파엘 나달은 육상 선수 칼 루이스, 테니스 선수 세레나 윌리엄스, 체조 선수 나디아 코마네치와 함께 보트를 타고 센강으로 나아간다. 이들은 에펠탑 반대쪽 루브르 박물관 근처에 정박한 뒤 테니스 선수 아멜리 모레스모에게 성화를 전달하고, 모레스모는 루브르궁 입구의 농구선수 토니 파커에게 성화를 건넨다. 두 사람이 성화봉송에 나선 가운데 장애인 선수 낭트냉 케이타, 알렉시스 앙캥캉, 마리아멜리 르 퓌르가 루브르 피라미드 앞에서 합류한다.
제12부이자 마지막 순서인 '영원' (Éternité)이 자막으로 띄워진 가운데 성화봉송주자 5명은 루브르의 카루젤 개선문을 지나 튀일리 정원에서 핸드볼 선수 미카엘 기구와 알리송 피노를 만나 성화를 전달한다. 이후 장프랑수아 라무르, 펠리시아 발랑제르, 플로리앙 루소, 에밀리 르 페네크, 다비드 두이예, 클라리스 아그베녜누, 알랭 베르나르, 로르 마노두, 르노 라빌레니가 한번 한번씩 성화를 건너받은 뒤, 휠체어를 탄 프랑스 최고령 올림픽 우승자 샤를 코스트가 성화봉을 쥔다. 샤를 코스트는 마지막 성화봉송주자 테디 리네르와 마리조제 페레크에게 성화를 건넨다. 두 사람은 성화대를 점화하고, 성화대는 열기구에 메달려 파리 상공으로 떠오른다. 이로서 수소열기구를 이용한 인류 역사상 최초의 비행을 기린다. 마지막으로 가수 셀린 디옹이 에펠탑 중앙부에 나타나 에디트 피아프의 《Hymne A L'Amour》 (사랑의 찬가)를 부르며 끝이 난다.

## 논란

### 대한민국 선수단을 조선민주주의인민공화국으로 소개
선수단 입장 과정에서 영어 및 프랑스어 담당 아나운서가 대한민국 선수단(영어: Republic of Korea, 프랑스어: République de Corée)을 조선민주주의인민공화국(영어: Democratic People's Republic of Korea, 프랑스어: République populaire démocratique de Corée)으로 소개하는 사고가 발생했다. 이로 인해 IOC의 한국어 공식 X 계정에서 사과의 뜻을 밝혔지만, 영어 및 프랑스어로는 아직까지 사과를 하지 않고 있다. 대한민국 정부는 대한민국 선수단을 조선민주주의인민공화국으로 소개한 것에 대해 항의의 뜻과 함께 IOC 위원장 면담을 요청했다.

### 최후의 만찬 신성모독
행사에서 최후의 만찬을 비꼬는 장면이 나왔다. 이 행사는 개신교와 가톨릭 등 예수를 주신으로 섬기는 그리스도 계열 종교를 비하해서 큰 논란이 일어났다. 또한 필리프 카트린이 디오니소스로 분장했는데 망사옷과 티팬티를 입은 상태였지만 거의 나체로 보였고, 푸른 보디 페인팅을 해 개구쟁이 스머프의 파파 스머프같다는 말을 들었다.

### 올림픽기
올림픽 찬가가 연주되면서 올림픽기가 계양될 때 역방향으로 계양되었다.

## 같이 보기
- 2024년 하계 올림픽 폐막식